# Смешанный городской хор «Стамен Панчев»
Смешанный городской хор «Стамен Панчев» — часть Национального читалища «Христо Ботев 1884» в Ботевграде.
Создание светского хора произошло в Орхании в 1912 году — это одно из многочисленных культурных начинаний учителя и поэта Стамена Панчева.
Хор берет свое начало в традициях церковного пения.
Его дирижеры — Стамен Панчев, Бенчо Илиев, Иван Георгиев, Григор Соколов, Иван Димитров, Иван Топалов, Дора Христова, Лили Станиславова, Донка Петрова, Антоний Живков, Иван Нешков. С 2003 г. дирижер хора Татьяна Цонкова, концертмейстер Сильвия Младенская.
Смешанный хор участвует в ряде республиканских фестивалей художественной самодеятельности. Он успешно гастролировал по России, Венгрии, Румынии, Греции, Хорватии, Италии и Турции.
В репертуаре хора произведения разных стилей и эпох известных болгарских и зарубежных композиторов:
Моцарт — Ave verum corpus,
Верди — еврейский хор из оперы «Набукко», Антон Брукнер — Locus iste,
D. Христов — «Мы вам поем»,
П. Динев — «Милосердие Мира»,
А. Архангельский — «Помолюсь»,
Т. Попов — «Куриные подставки», а также патриотические песни, аранжировки народных песен — «Бре Петрунько», «Тодора лежит» и другие.